# Melvin Coombs
Melvin Coombs o Ken-nup-mus-si-tac (peu ràpid) (1948-1997) fou un animador cultural dels wampanoag de Mashpee, i també campió de dansa índia, conegut arreu dels Estats Units com a activista i artista indi. Fou assassinat a Rhode Island.